# Dictyodochium prinsepiae
Dictyodochium prinsepiae är en svampart som beskrevs av Sivan. 1984. Dictyodochium prinsepiae ingår i släktet Dictyodochium och familjen Venturiaceae.   Inga underarter finns listade i Catalogue of Life.